# La Damnation de Faust
Pour les articles homonymes, voir Faust (homonymie).
Personnages
- Faust : ténor
- Marguerite : mezzo-soprano
- Méphistophélès : basse ou baryton
- Brander : basse
- Chœurs

Airs
- « Voici des roses » (Méphistophélès) – 2e partie
- « Merci, doux crépuscule » (Faust) – 3e partie
- « Le roi de Thulé » (Marguerite) – 3e partie
- « Devant la maison » (Méphistophélès) – 3e partie
- « D'amour l'ardente flamme » (Marguerite) – 4e partie
- « Nature immense » (Faust) – 4e partie

La Damnation de Faust (sous-titrée « Légende dramatique en quatre parties ») opus 24, est un oratorio pour solistes, chœurs et orchestre symphonique du compositeur français Hector Berlioz. Inspirée du premier Faust, une tragédie de 1808, de Johann Wolfgang von Goethe. Elle est créée à l'Opéra-Comique de Paris le 6 décembre 1846. Le livret est une libre adaptation, par Almire Gandonnière et Berlioz lui-même, de la pièce de Goethe telle qu'elle avait été traduite par Gérard de Nerval en 1828. Le plan en est semblable, mais le découpage, la perspective d'ensemble et le final diffèrent considérablement de l'original. De même que Goethe s'était emparé de La Tragique Histoire du docteur Faust de 1592 de Christopher Marlowe, Berlioz s'est emparé de celui de Goethe et en a fait une sorte d'autoportrait musical.
Trois fragments orchestraux en sont souvent joués indépendamment en concert : la Marche hongroise (ou Marche de Rákóczy), le Ballet des sylphes et le Menuet des follets.

## Historique de l'œuvre

### Genèse: lesHuit scènes de Faust
Après un premier projet de ballet, Hector Berlioz entame en 1828 une mise en musique du premier Faust de Goethe, inspiré du pacte avec le Diable de la Bible, qu'il avait découvert, comme la plupart de ses compatriotes, grâce à la traduction que Gérard de Nerval venait de publier : les Huit scènes de Faust, op. 1 :
- I. Chants de la fête de Pâques
- II. Paysans sous les tilleuls – Danse et chant
- III. Ballet des sylphes – Sextuor
- IV. Écot de joyeux compagnons – Histoire d’un rat
- V. Chanson de Méphistophélès – Histoire d’une puce
- VI. Le roi de Thulé
- VII. Romance de Marguerite
- VIII. Sérénade de Méphistophélès

Ces Huit scènes de Faust sont publiées à compte d'auteur en 1829, et sont envoyées à Goethe, qui n’a visiblement pas répondu au compositeur. À partir de 1830, donc très vite après leur composition, Berlioz se détourne de ces huit fragments.

### Le manuscrit deLa Damnation de Faust
Dès 1845, soit une quinzaine d’années après l’ébauche des huit scènes primitives, le compositeur s’intéresse à nouveau à Faust et rouvre la traduction de Gérard de Nerval, grâce à laquelle il avait pris connaissance du drame de Goethe. Il demande à un certain Almire Gandonnière de rimer quelques scènes, tandis que lui-même écrit des passages entiers du livret. Le manuscrit de la partition, conservé à la Bibliothèque nationale de France, indique : 

« Les paroles du récitatif de Méphistophélès dans la cave de Leipzig, de la chanson latine des étudiants, du récitatif qui précède la danse des Follets, du Final de la 3e partie, de toute la 4e (à l’exception de la Romance de Marguerite) et de l’Épilogue, sont de M. H. Berlioz. »

Berlioz part en voyage en Autriche, Hongrie, en Bohême et en Silésie en octobre 1845 et ne cesse de travailler à la partition. Il intègre une partie des huit scènes primitives à sa nouvelle œuvre et met un point final à son retour à Paris, en octobre 1846.

### La chute deLa Damnation de Faust
La création par Hector Berlioz même à l'Opéra-Comique le 6 décembre 1846 est un échec, ainsi que la deuxième tentative le 20 décembre. Le manque de public provoque la ruine de l'auteur. Ce seront du reste les seules exécutions de La Damnation de Faust sur le sol français du vivant du compositeur.

### La résurrection deLa Damnation de Faust
Ruiné, Berlioz part en 1847 à l'étranger sur les conseils de Balzac. Il dirige son œuvre à Saint-Pétersbourg le 15 mars et à Moscou le 18 avril. On la joue à Berlin le 10 juin 1847, ce qui lance la carrière allemande de Berlioz, et à Londres le 7 février 1848.
Le 18 février 1877 Édouard Colonne et Jules Pasdeloup ressuscitent, chacun de leur côté, l'œuvre pour les Parisiens. Ces deux exécutions concurrentes sont le prélude à une série de concerts triomphaux tant au théâtre du Châtelet (pour les Concerts Colonne) qu'au Cirque d'Hiver (pour les Concerts Pasdeloup).
Une version scénique, contestable et contestée (notamment par Debussy, qui ne débordait pourtant pas d'admiration pour Berlioz), sera proposée le 18 février 1893 à Monte-Carlo par Raoul Gunsbourg. Depuis lors, La Damnation de Faust a connu une double carrière, l'une au concert, l'autre à la scène.
À noter que le Chœur symphonique de Paris sous la direction de Xavier Ricour a tenté par deux fois une approche originale mêlant les 2 versions, le chœur amateur y chantait sur scène sans partition, les solistes évoluant au milieu des choristes (Cirque d'Hiver 1998, Châtelet 2009).
Le 8 décembre 2015 à l'opéra Bastille de Paris, Alvis Hermanis essaye de situer l'histoire de Faust représenté sous les traits de Stephen Hawking (interprété par le danseur Dominique Mercy) dans le contexte d'une mission spatiale habitée vers Mars. Malgré la participation de stars comme Jonas Kaufmann, Sophie Koch et Bryn Terfel, la mise en scène est huée par le public,,.

## Distribution
- Marguerite (mezzo-soprano)
- Faust (ténor)
- Méphistophélès (basse ou baryton)
- Brander (basse)
- Chœurs

## Argument

### 1repartie
Plaines de Hongrie.

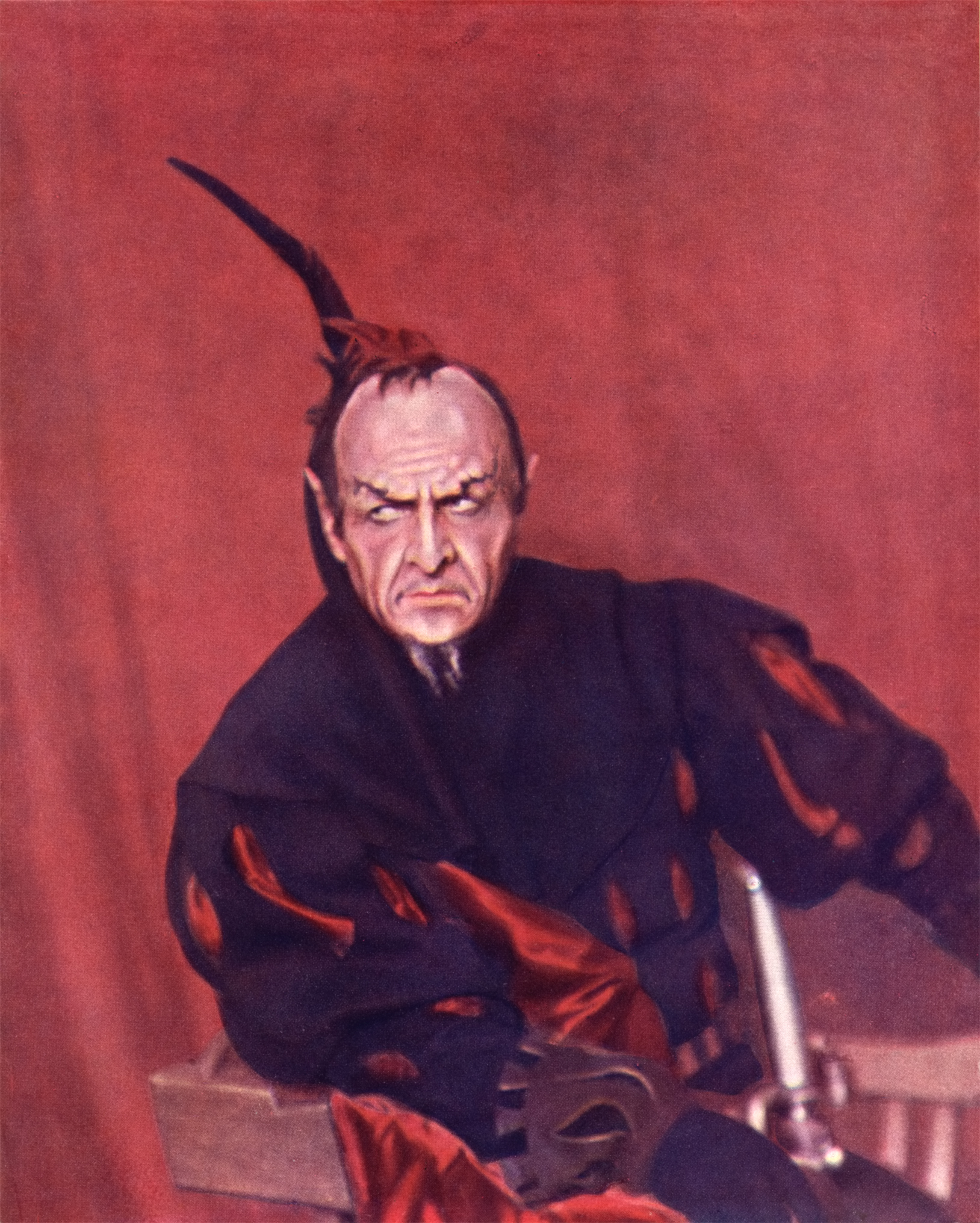
Méphistophélès

C'est le début du printemps sur les bords du Danube. Faust chante sa solitude au sein de la nature. Au loin, chantent et dansent des paysans (Ronde des paysans), puis paraissent des soldats se préparant au combat (Marche hongroise ou Marche de Rákóczy).

### 2epartie
Cabinet de Faust.

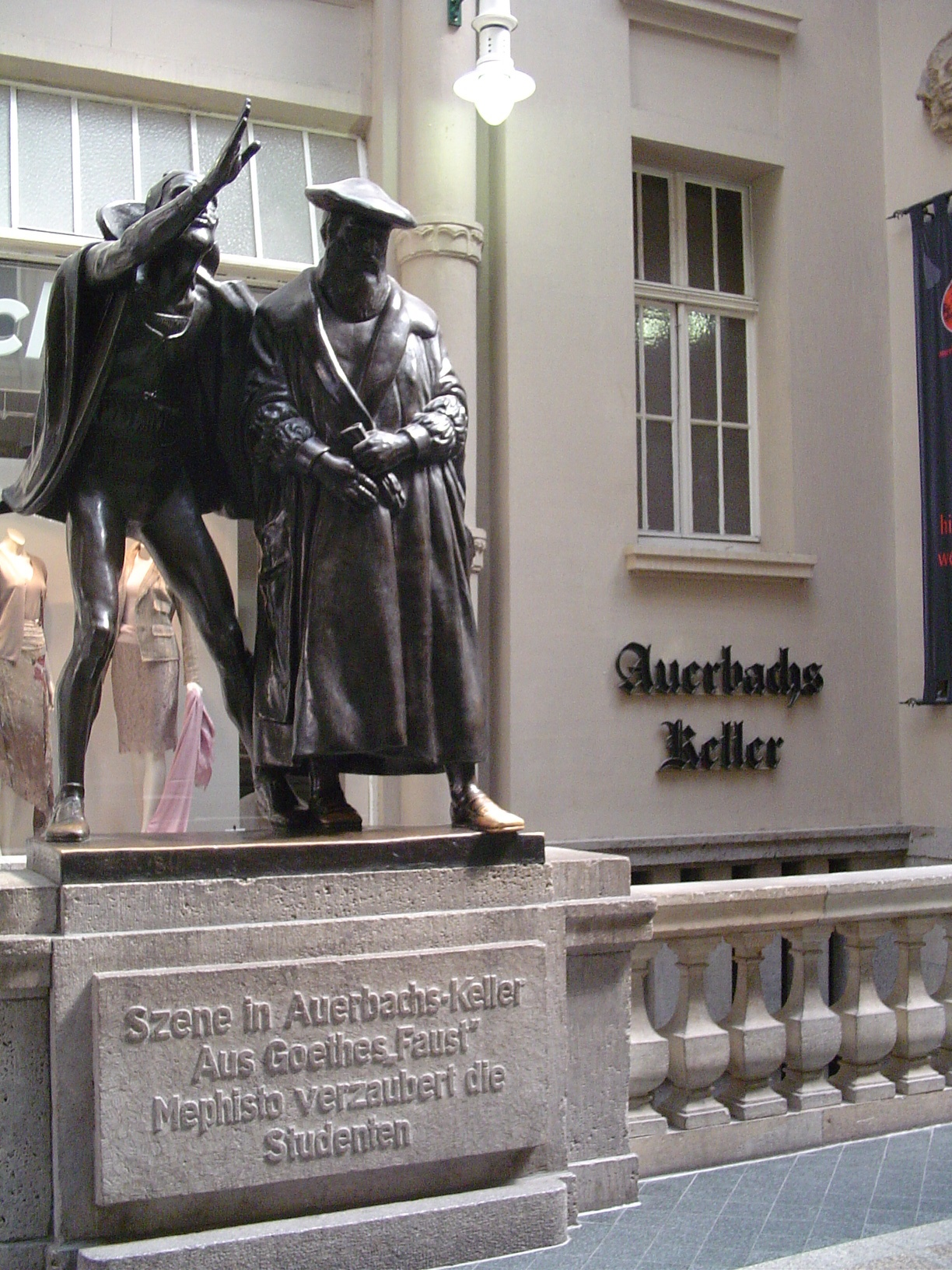
Ensorcellement des étudiants de la Taverne d'Auerbach de Leipzig par Méphistophélès

Désespoir de Faust, qui s'apprête à avaler une boisson empoisonnée quand retentissent dans le lointain les chants de la fête de Pâques. Méphistophélès fait alors son apparition et propose à Faust de lui faire découvrir les plaisirs de l'existence.
Taverne d'Auerbach (en).
Faust accepte de le suivre et, par un extraordinaire fondu enchaîné qui anticipe de plus de cinquante ans les techniques du cinéma, tous deux se retrouvent dans la taverne d'Auerbach, à Leipzig, où des buveurs ivres chantent leur joie. L'un d'eux, Brander, entame la Chanson du rat. Elle est suivie par une fugue parodique sur le mot Amen. Méphistophélès répond par la Chanson de la puce sous les vivats des buveurs. Seul Faust n'apprécie pas ce genre de plaisirs ; c'est un échec pour le démon.
Bords de l'Elbe.

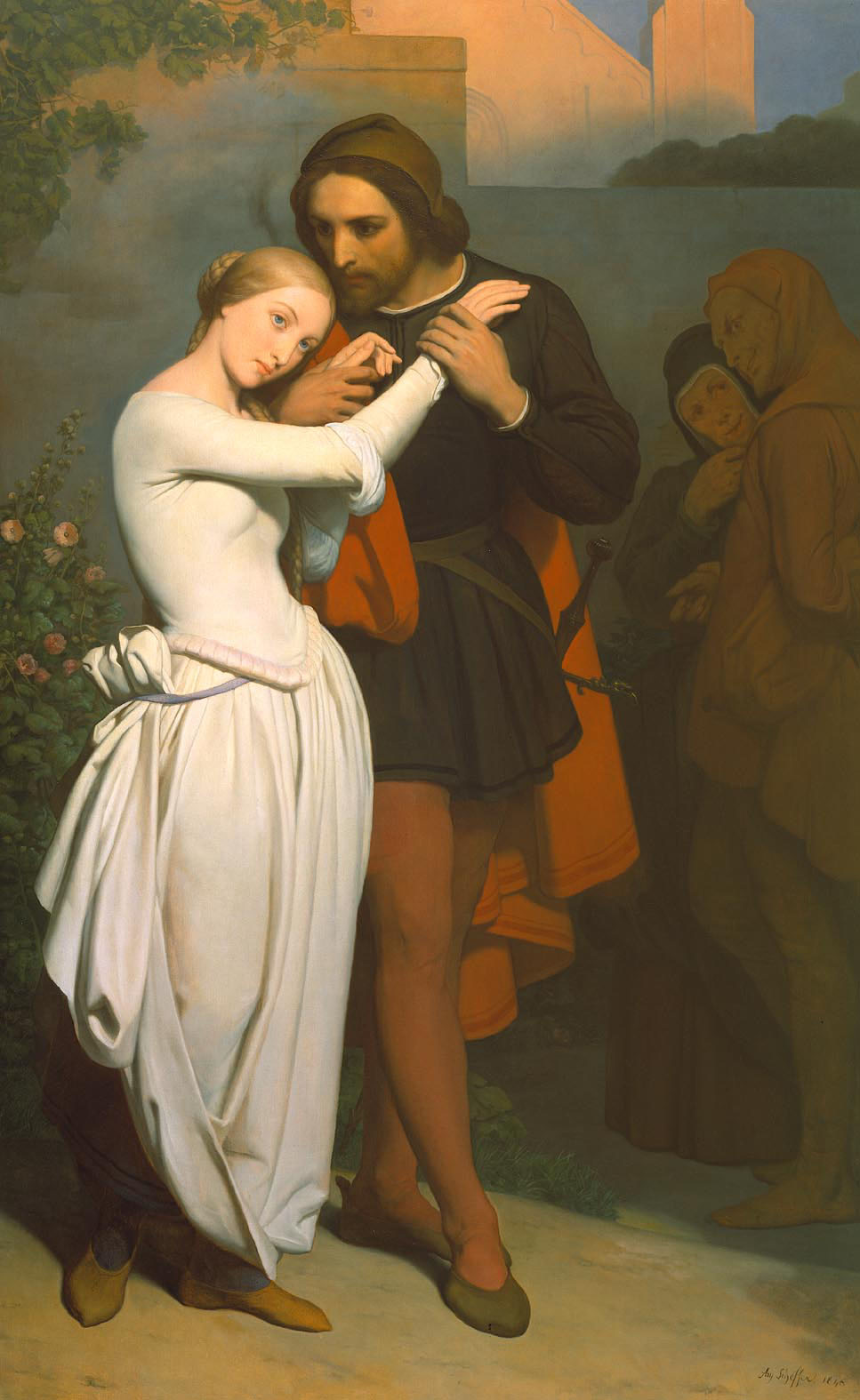
Faust et Marguerite

Un nouveau fondu enchaîné non moins saisissant que le précédent nous amène sur les bords de l'Elbe, où nous découvrons Faust endormi sur un lit de roses, avec à ses côtés Méphistophélès, qui demande aux sylphes de charmer sa victime puis lui fait voir en songe Marguerite.
À son réveil, Faust exprime son ardent désir de rencontrer la jeune femme. Méphistophélès l'invite alors à se joindre au cortège d'étudiants et de soldats qui va passer sous les fenêtres de celle-ci.

### 3epartie
Chambre de Marguerite.
Faust, caché derrière un rideau, contemple Marguerite qui chante la Ballade du roi de Thulé. Tandis qu'elle s'endort, Méphistophélès fait irruption afin de l'ensorceler. Il exhorte les feux follets à se manifester (Menuet) puis chante en leur compagnie la Sérénade.
Pendant ce temps, Faust s'est introduit dans la chambre de Marguerite. La jeune fille tombe dans ses bras, mais Méphistophélès interrompt ce court moment de bonheur et entraîne Faust, obligé de quitter les lieux du fait de l'arrivée des voisins scandalisés par la conduite de Marguerite.

### 4epartie
Complainte de Marguerite abandonnée. Méphistophélès rejoint Faust, abîmé dans la contemplation de la nature, et lui apprend l'incarcération de sa bien-aimée, accusée d'avoir tué sa mère (pour cacher ses amours avec Faust, elle lui administrait un somnifère qui s'est révélé mortel). Course à l'abîme, pandæmonium, triomphe de Méphistophélès.

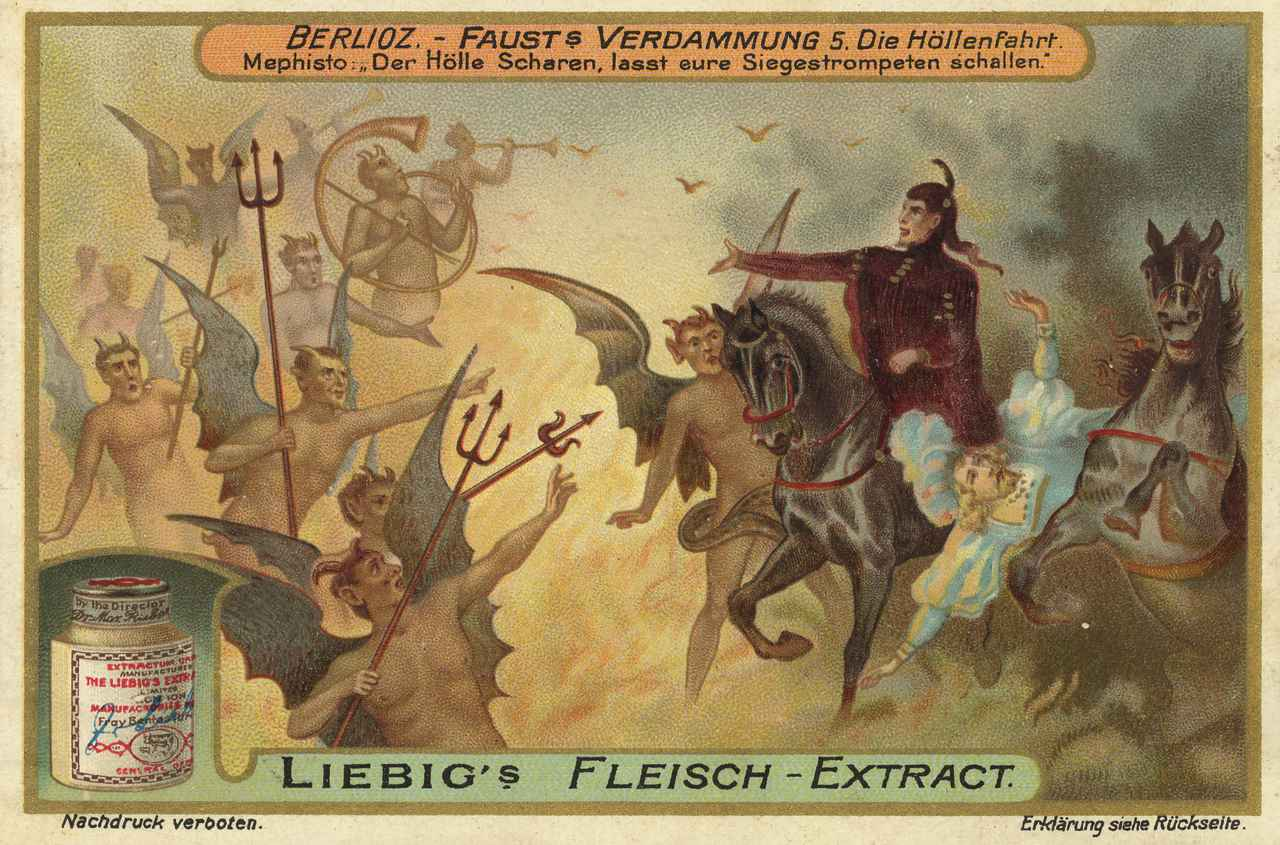
La Descente aux enfers. Méphistophélès : « Armées de l'enfer, que sonnent vos trompettes de victoire. ». Faust tombe de cheval et s'enfonce dans l'abîme de l'enfer.

### Épilogue
Sur la terre.
Faust tombe en enfer.
Dans le ciel.
Chœur d'anges et d'esprits célestes qui accueillent Marguerite.

## Particularités

### Rôle des chœurs
L'œuvre offre la particularité de comporter une partie chorale beaucoup plus développée que dans n'importe quel ouvrage lyrique contemporain, voire postérieur. Le chœur est en effet assimilé à un personnage.
Il y a :
- des chœurs mixtes : Chœur des paysans, Chant de Pâques (fin), Chœur des Sylphes, Chœur des voisins, Chœur des anges ;
- des chœurs pour hommes seuls : Chant de Pâques (début), Chœur des buveurs, Chœur des follets, Chœur des soldats, Chœur des étudiants, Pandæmonium ;
- des chœurs pour femmes seules : Chœur des pèlerines (Course à l'abîme), Chœur des anges (début) ;
- le Chœur des anges requiert également, si possible, un chœur d'enfants.

Les femmes chantent à deux voix, les hommes à quatre.

### Autres particularités
- Dans la deuxième partie, les interventions chorales sont régies par une savante polyrythmie ternaire et binaire : 6/8 (battu à la noire pointée) pour le chœur des soldats, 2/4 (battu à la noire) pour le chœur des étudiants, noire pointée du chœur des soldats à la même vitesse que la noire du chœur des étudiants quand les deux ensembles se superposent.
- Dans le chœur des sylphes, les chanteurs sont aussi utilisés comme des instruments de musique. Les interventions du type ... de bourgeons pampres verts et de grappes vermeilles... ou ... une beauté les suit, ingénue et pensive, à sa paupière luit une larme furtive... sonnent comme des onomatopées. Ce rôle est généralement dévolu à la petite harmonie (flûte, clarinette, hautbois, basson), ce qui est d'ailleurs le cas dans la pièce instrumentale qui suit (Danse des sylphes).
- Si l'œuvre est en français, le chœur des étudiants est en latin, et une grande partie du Pandæmonium dans une langue inventée à cette occasion par le compositeur (Berlioz indique sur la partition : Chœur de démons aussi nombreux que possible, chœur en langue infernale).

## Texte des chœurs[10]

### Danse de paysans
(Première partie, Allegro, noire pointée = 100)
Les bergers laissent leurs troupeaux ;
Pour la fête, ils se rendent beaux ;
Fleurs des champs et rubans
Sont leur parure ;
Sous les tilleuls les voilà tous,
Sautant, dansant
Comme des fous,
Ha ! ha ! ha !
Landerira !
Suivez donc la mesure !
Ils passaient tous comme l'éclair,
Et les robes volaient en l'air,
Mais bientôt on fut moins agile,
Le rouge leur montait au front
Et l'un sur l'autre dans le rond,
Ha ! ha ! ha !
Landerira !
Tous tombaient à la file.
« Ne me touchez donc pas ainsi !
— Paix ! ma femme n'est point ici !
Profitons de la circonstance. »
Dehors il l'emmena soudain,
Et tout allait son train,
Ha ! ha ! ha !
Landerira !
La musique et la danse.

### Chant de la fête de Pâques
(2e partie. Religioso moderato assai, noire = 69)
Christ vient de ressusciter ;
Quittant du tombeau
Le séjour funeste,
Au parvis céleste
Il monte plus beau
Vers les gloires immortelles ;
Tandis qu'il s'élance à grands pas,
Ses disciples fidèles languissent ici bas.
Hélas ! c'est ici qu'il nous laisse
Sous les traits brûlants du malheur.
Ô divin Maître ! ton bonheur est cause de notre tristesse.
Mais croyons en sa parole éternelle.
Nous le suivrons un jour
Au céleste séjour
Où sa voix nous appelle.
Hosanna !

### Chœur des buveurs
(Scène VI, Allegro con fuoco, noire = 160)
A boire encor ! du vin
Du Rhin !
Oh ! qu'il fait bon, quand le ciel tonne,
Rester près d'un bol enflammé
Et se remplir comme une tonne
Dans un cabaret enfumé !
J'aime le vin et cette eau blonde
Qui fait oublier le chagrin.
Quand ma mère me mit au monde,
J'eus un ivrogne pour parrain.
(Allegro, noire = 126)
Qui sait quelque plaisante histoire ?
En riant le vin est meilleur.
À toi, Brander !
Il n'a plus de mémoire !
[Brander : J'en sais une et j'en suis l'auteur.]
Eh bien donc ! vite !
[Brander : Puisqu'on m'invite,
Je vais vous chanter du nouveau.]
Bravo ! bravo !
[Chanson de Brander]

### Fugue
(Allegro ma non troppo, noire = 96)
Amen !

### Chœur des gnomes et de sylphes
(Andante)
Dors ! heureux Faust, dors ! Bientôt, oui, bientôt sous un voile
D'or et d'azur tes yeux vont se fermer.
Au front des cieux va briller ton étoile ;
Songes d'amour vont enfin te charmer.
De sites ravissants la campagne se couvre,
Et notre œil y découvre
Des fleurs, des bois des champs,
Et d'épaisses feuillées
Où de tendres amants
Promènent leur pensées
Au front des cieux va briller ton étoile
Mais plus loin sont couverts les longs rameaux des treilles
De bourgeons, pampres verts
Et de grappes vermeilles
Vois ces jeunes amants
Le long de la vallée,
Sous la fraîche feuillée
Une beauté les suit
Ingénue et pensive ;
A sa paupière luit
Une larme furtive
Faust, elle t'aimera.
Le lac étend ses flots
A l'entour des montages,
Dans les vertes campagnes
Il serpente en ruisseaux.
(Allegro)
Là, de chants d'allégresse
la rive retentit.
Ha !
D'autres chœurs là sans cesse
La danse nous ravit.
Les uns gaiment s'avancent
Au tour des coteaux verts
Ha !
De plus hardis s'élancent,
Au sein des flots amers,
Le lac étend ses flots
A l'entour des montagnes ;
Dans les vertes campagnes
Il serpente en ruisseaux.
Partout l'oiseau timide,
Cherchant l'ombre et le frais
S'enfuit d'un vol rapide
Au milieu des marais
Tous, pour goûter la vie !
C'est elle,
Si belle,
Qu'Amour te destina.
Tous cherchent dans les cieux
Une étoile chérie
Qui s'alluma pour eux.
Dors heureux Faust, dors !

### Chœur des soldats
(Final, Allegro)
Villes entourées
De murs et remparts,
Fillettes sucrées,
Aux malin regards,
Victoire certaine
Près de vous m'attend.
Si grande est la peine,
Le prix est plus grand.
Aux sons des trompettes,
Les braves soldats
S'élancent aux fêtes
Ou bien aux combats.
Fillettes et villes
Font les difficiles ;
Bientôt tout se rend.
Si grande est la peine,
Le prix est plus grand.

### Chanson d'étudiants
(Istesso tempo)
Jam nox stellata velamina pandit.
Nunc bibendum et amandum est.
Vita brevis fugaxque voluptas.
Gaudeamus igitur.
Nobis subridente luna,
Per urbem quaerentes puellas, eamus !
Ut cras, fortunati Caesares, dicamus :
Veni, vidi, vici !

### Chœur des soldats et des étudiants
Reprise simultanée de Villes entourées de murs et remparts..., avec Jam nox stellata...

### Chœur de Follets
(3e partie, tempo di valse, suit la sérénade de Méphistophélès et son éclat de rire sec)
Bonne nuit !
Fais grande résistance,
S'il ne t'offre d'avance un anneau conjugal !
Il te tend les bras,
Près de lui tu cours, vite.
Bonne nuit, hélas ! ma petite
Ha !

### Chœur des voisins dans la rue
(Suit le trio et chœur de la scène XIX, Allegro, blanche = 116)
Holà, mère Oppenheim ! vois ce que fait ta fille !
L'avis n'est pas hors de saison :
Un galant est dans ta maison,
Et tu verras dans peu s'accroître ta famille.
Holà ! Holà ! Ah ! Ah ! Ah !

### Petit chœur derrière la scène
(4e partie, Allegretto)
Au son des trompettes,
Les braves soldats
S'élancent aux fêtes
Ou bien aux combats.
Si grande est la peine,
Le prix est plus grand.
Jam nox stellata…

### La course à l'abîme
(Allegro, noire = 144)
Sancta Maria, ora pro nobis !
Sancta Magdalena, ora pro nobis !
Sancta Margarita ! Ah !

### Pandæmonium
(Maestoso, noire = 69 ; il s'agit d'un texte partiellement écrit dans la langue du diable)
Has ! Irimiru Karabrao ! Has ! Has ! Has !
[Les princes des ténèbres]
De cette âme si fière
À jamais es-tu maître et vainqueur, Méphisto ?
Faust a donc librement signé l'acte fatal qui le livre à nos flammes ?
Has ! Has !
(Allegro vivace)
Tradioun Marexil fir Trudinxé burrudixé.
Fory my Dinkorkitz,
O merikariu Omévixé merikariba.
O midara Caraibo lakinda,
Me rondor Dinkorlitz.
Fir omévixé merondor.
Mit aysko, merondor, mit aysko ! oh !
(Allegro, blanche pointée = 72)
Diff ! Diff ! merondor aysko !
Has ! Has ! Satan ! Has ! Has ! Belphégor ! Has ! Has ! Méphisto ! Has ! Has ! Kroïx,
Diff ! Diff ! Astaroth ! Diff ! Diff ! Belzébuth, Belphégor, Astaroth, Méphisto !
Sat, sat rayk Irkimour.

### Épilogue sur la terre
(Andantino, avec le caractère du récitatif, noire = 76)
Alors l'Enfer se tut.
L'affreux bouillonnement de ses grands lacs de flammes,
Les grincements de dents de ses tourmenteurs d'âmes
Se firent entendre
Et dans ses profondeurs
Un mystère d'horreur s'accomplit.
O terreurs !

### Dans le ciel
(Maestoso non troppo lento, noire = 56)
Laus ! Laus ! Hosanna ! Hosanna !
Elle a beaucoup aimé Seigneur !
Margarita !

### Apothéose de Marguerite - chœur d'esprits célestes
(Moderato. Un peu moins lent.)
Remonte au ciel, âme naïve
Que l'amour égara ;
Viens revêtir ta beauté primitive
Qu'une erreur altéra.
Viens ! les vierges divines,
Tes sœurs, les Séraphines,
Sauront tarir les pleurs
Que t'arrachent encor les terrestres douleurs.
Conserve l'espérance
Et souris au bonheur !
Viens, Margarita !
Viens ! Viens ! Viens !

## Discographie
La date à laquelle les enregistrements ont été effectués est indiquée entre parenthèses.
- José de Trévi, Faust, Mireille Berthon, Marguerite, Charles Panzéra, Méphistophélès, Louis Morturier, Brander, Chœurs Saint Gervais, Orchestre de l'association des Concerts Pasdeloup, dir. Piero Coppola, La Voix de son Maître, 1930 report CD Pearl 1995 et Historische Ton Dokumente 2012 [version abrégée].
- Frantz Vroons, Faust, Elisabeth Schwarzkopf, Marguerite, Hans Hotter, Méphistophélès, Alois Pernerstorfer, Brander, Orchestra & Coro del Festival di Lucerna, dir. Wilhelm Furtwängler. 2 CD Urania (1950) report 2001.
- Richard Lewis, Faust, Joan Hammond, Marguerite, Hervey Alan, Marian Nowakowski, BBC Choral Society, BBC Symphony Orchestra, dir. Sir Malcolm Sargent. (25/02/1953) report CD mono Cameo classics CC 9108 2019.
- David Poleri, Faust, Suzanne Danco, Marguerite, Martial Singher, Méphistophélès, Donald Gramm, Brander, Harvard Glee Club, Radcliff Choral Society, Boston Symphony Orchestra, dir. Charles Munch, RCA (11/04/1955) Report CD 1988.
- Richard Verreau, Faust, Consuelo Rubio, Marguerite, Michel Roux, Méphistophélès, Chorale Élisabeth Brasseur et Orchestre Lamoureux, dir. Igor Markevitch, 2 LP stéréo DG (05/1959). Report coffret 2 CD remastered at 24-BIT 192 KHZ + Blu-ray disc Pure audio 2019.
- André Turp, Faust, Régine Crespin, Marguerite, Michel Roux, Méphistophélès, London Symphony Orchestra & Chorus, dir. Pierre Monteux, BBC Legends (03/1962) report Cascavelle 2019.
- Guy Chauvet, Faust, Régine Crespin, Marguerite, Michel Roux, Méphistophélès, Orchestre et Chœur de la radio hollandaise, dir. Jean Fournet. 2 CD Malibran 1963 report Bellavoce 1997, Cascavelle 2019.
- Renato Bondino, Faust, Guilietta Simionato, Marguerite, Ettore Bastianini, Méphistophélès, Plinio Clabassi, Brander, Chœur et Orchestre de Naples, dir. Peter Maag. 2 CD Grand Tier (26/12/1964) (en italien) report 1995.
- Nicolai Gedda, Faust, Marilyn Horne, Marguerite, Roger Soyer, Méphistophélès, Dimiter Petkov, Brander, Orchestra Sinfonica & Coro di Roma della Rai, dir. Georges Prëtre, CD ARKADIA (11/01/1969) report 1992.
- Nicolai Gedda, Faust, Janet Baker, Marguerite, Gabriel Bacquier, Méphistophélès, Pierre Thau, Brander, Chœur du Théâtre national de l'Opéra et Orchestre de Paris, dir. Georges Prêtre, 2 CD EMI (10/1969) report Warner 2007.
- Nicolai Gedda, Faust, Joséphine Veasey, Marguerite, Jules Bastin, Méphistophélès, London Symphony Orchestra & Chorus, dir. Sir Colin Davis, Philips (07/1973), rééd. 2 CD Philips Classics 1986
- Stuart Burrows, Faust, Edith Mathis, Marguerite, Donald McIntyre, Méphistophélès, Thomas paul, Brander, Tanglewood Festival Chorus & Boston Symphony Orchestra, dir. Seiji Ozawa, 2 CD Deutsche Grammophon (15/08/1996)
- Plácido Domingo, Faust, Yvonne Minton, Marguerite, Dietrich Fischer-Dieskau, Méphistophélès, Jules Bastin, Brander Chœur et Orchestre de Paris, Chœur d'enfants de Paris, dir. Daniel Barenboim, 2 CD DG 1979 report 2002, 2019.
- Kenneth Riegel, Faust, Frederica von Stade, Marguerite, José Van Dam, Méphistophélès, Chœur et Orchestre Symphonique de Chicago, dir. sir Georg Solti, CD Decca (05/1981). DVD - Blu-ray Arthaus musik.
- Dénes Gulyas, Faust, Maria Ewing, Marguerite, Robert Lloyd, Méphistophélès, Choruses & Radio-Sinfonie-Orchester Frankfurt, dir. Eliahu Inbal, Denon, 1991 (16-18/2/1989)
- Richard Leech, Faust, Françoise Pollet, Marguerite, Gilles Cachemaille, Méphistophélès, Michel Philippe, Brander, Chœur & Orchestre Symphonique de Montréal, dir. Charles Dutoit, Decca (10/1994)
- Thomas Moser, Faust, Suzan Graham, Marguerite, José Van Dam, Méphistophélès, Lyon Opera Orchestra & Chorus, dir. Kent Nagano, 2 CD Erato (10/1994) report Warner 2006.
- Keith Olsen Faust, Jennifer Larmore, Marguerite, David Wilson-Johnson, Méphistophélès, Hub Claessens, Brander, Städtischer Musikverein zu Düsseldorf, Koninklijk Philharmonisch Ortest van Vlaanderen, dir. Günter Neuhold, 2 CD Bayer records, 1995.
- Keith Lewis, Faust, Anne Sophie Von Otter, Marguerite, Bryn Terfel, Méphistophélès, David Nicklass, Philharmonia Orchestra & Choir, Eton College Boys' Choir, dir. Myung-Whun Chung, 2 CD Deutsche Grammophon (05/1995 et 06/1996) report 1998.
- Stuart Burrows, Faust, Edith Matis, Marguerite, Donal McIntyre, Méphistophélès, Tanglewood Festival Chorus, Boston Symphony Orchestra, dir. Seiji Osawa. 2 CD DG 1997.
- Vinson Cole, Faust, Charlotte Margiono, Marguerite, Thomas Quasthoff, Méphistophélès, Jaco Huijpen, Radio Filarmonisch Orkest & Groot Omroepkoor, dir. Bernard Haitink, 2 CD Multikulti B004GG492 2011.
- David Kuebler, Faust, Béatrice Uria-Monzon, Marguerite, Franz Grundheber, Méphistophélès, The Israel Philharmonic Orchestra, Transylvania State Philharmonic Choir, dir. Gary Bertini. 2 CD Helicon classics 2012.
- Paul Groves, Faust, Vesselina Kassarova, Marguerite, Willard White, Andreas Macco, Orfeón Donostiara de San Sebastien, Staatskapelle Berlin et Chœurs (Salzburger Festspiele), dir. Sylvain Cambreling, DVD Bel Air Media / La Sept Arte / France 3, 1999 (25/08/1999).
- Giuseppe Sabbatini, Faust, Enkelejda Shkosa, Marguerite, Michele Pertusi, Méphistophélès, David Wilson-Johnson, London Symphony Orchestra & Chorus, dir. Sir Colin Davis, LSO (10/2001)
- Michael Myers, Faust, Marie-Ange Todorovitch, Marguerite, Alain Vernhes, Méphistophélès, Slovac Philharmonic Choir, Orchestre National de Lille, dir. Jean-Claude Casadesus. 2 CD Naxos 2003.
- Bryan Hymel, Faust, Karen Cargill, Marguerite, Christopher Purves, Méphistophélès, Gàbor Bretz, Brander, London Symphony Orchestra and Chorus, dir. Sir Simon Rattle. 2 SACD LSO 2019.
- Mathias Vidal, Faust, Anna Caterina Antonacci, Marguerite, Nicolas Courjal, Méphistophélès, Chœur Marguerite Louise, Les Siècles, dir. François Xavier Roth, 1 DVD Chateau de Versailles Spectacle 2019.
- Michael Spyres, Faust, Joyce DiDonato, Marguerite, Nicolas Courjal, Méphistophélès, Alexandre Duhamel, Brander, Maîtrise de l'Opéra national du Rhin - Petits chanteurs de Strasbourg, Orchestre philharmonique de Strasbourg, Dir. John Nelson. 2 CD + 1 DVD Warner classics (25-27 IV 2019). Diapason d'or / Arte, ffff de Télérama.

## Postérité
- 1869 : Johann Strauss II a esquissé le thème de la Marche hongroise dans la coda de Eljen a Magyar ! (Longue vie à la Hongrie).
- 1885 : Johann Strauss II place également le thème de la Marche hongroise dans le final de l'acte II du Baron tzigane.1887 : Chabrier, qui nourrissait la plus vive admiration pour Berlioz, à la différence de beaucoup des musiciens français de l'époque, a placé quelques notes de la Marche hongroise dans les Couplets de Fritelli au troisième acte de son opéra-comique Le Roi malgré lui.
- 1898 : La Damnation de Faust, film de Georges Méliès[11].
- 1966 : Le chef Stanislas Lefort (Louis de Funès) fait répéter l'œuvre et la Marche hongroise à l'Opéra Garnier de Paris au début du film La Grande Vadrouille, répétition à péripéties finalement interrompue par les forces allemandes d'occupation à la recherche d'un membre de l'équipage du bombardier britannique abattu au-dessus de Paris. Le soir, lors de la représentation en public, le début de la première partie de l'œuvre dirigée par Stanislas Lefort (Louis de Funès) est à nouveau interrompue par l'attentat manqué contre le Gruppenführer. Le dénouement heureux du film se fait également au son de la Marche hongroise dirigée imaginairement par Stanislas Lefort depuis la cabine de son planeur[12]
- 1990 : « Cette œuvre perd, à mon avis quelque chose à être représentée sur scène. Le résultat est toujours un peu boiteux, et j'ai été déçu malgré une interprétation de premier ordre. Il est juste de dire que je n'ai pas vraiment le contact avec Berlioz... J'ai le sentiment que c'est un grand homme et un grand artiste, mais... qui ne s'est pas suffisamment trouvé dans le domaine de la musique. Une exception : Le Requiem ». Richter, Carnets, Arte éditions/Actes Sud, Bruno Monsaingeon 1998 P.375
- Hector Berlioz : La Damnation de Faust, 2010, livre peint de Serge Chamchinov, exemplaire unique, coll. Musée des lettres et manuscrits, Paris.

## Sources
- Revue de musicologie Tome 5, no 12, novembre 1924
- Adolphe Boschot : Le Faust de Berlioz : étude sur la « Damnation de Faust » et sur l'âme romantique (Plon : 1945)
- Avant Scène Opéra no 22, 1979
- [publ. par] Alain Pâris : Livrets d'opéra (R. Laffont : 1991), 2 vol.
- Piotr Kaminski : Mille et un opéras (Fayard : 2003)
- Hector Berlioz : Mémoires…, chronologie et introduction par Pierre Citron, Garnier-Flammarion : 1969, 2 vol. ; 1re édition : impr. Vallée : 1865
- Tout l'opéra, de Monteverdi à nos jours par Gustave Kobbé, édition établie et révisée par le comte de Harewood. Traduit de l'anglais par Marie-Caroline Aubert, Denis Collins et Marie-Stella Pâris. Adaptation française de Martine Kahanne. Compléments de Jean-François Labie et Alain Pâris), Robert Laffont, coll. « Bouquins », 1993  (ISBN 2-221-07131-X)